# What's New?
"What's New?" är en populär sång från 1939. Sången är komponerad av Bob Haggart och med text av Johnny Burke.